# Cláudia
Cláudia är en kommun i Brasilien.   Den ligger i delstaten Mato Grosso, i den centrala delen av landet, 900 km nordväst om huvudstaden Brasília. Antalet invånare är 10 972.
Omgivningarna runt Cláudia är huvudsakligen savann. Runt Cláudia är det mycket glesbefolkat, med 2 invånare per kvadratkilometer.